# Opuntia gosseliniana

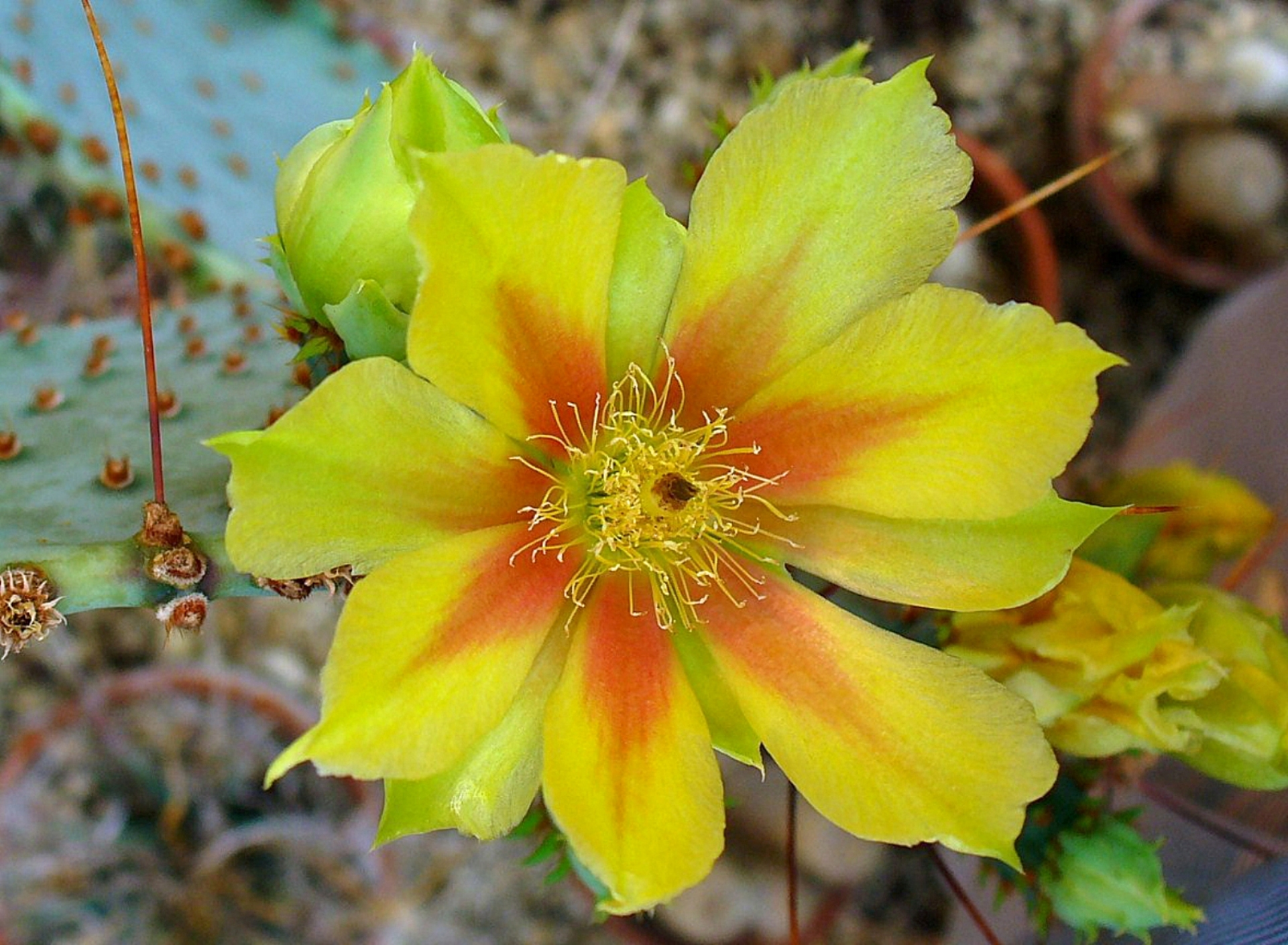
Blüte

Opuntia gosseliniana ist eine Pflanzenart in der Gattung der Opuntien (Opuntia) aus der Familie der Kakteengewächse (Cactaceae). Das Artepitheton gosseliniana ehrt den französischen Botaniker Robert Roland-Gosselin (1854–1925).

## Beschreibung
Opuntia gosseliniana wächst strauchig, verzweigt von der Basis her und bildet kompakte Gruppen mit Wuchshöhen von bis zu 1 Meter. Die fast immer rötlichen oder etwas purpurfarbenen, in der Regel dünnen, tellerförmigen Triebabschnitte sind bis zu 20 Zentimeter lang und fast ebenso breit. Die Areolen stehen 2 bis 2,5 Zentimeter voneinander entfernt. Die zahlreichen Glochiden sind bräunlich. Die ein bis zwei Dornen, die auch fehlen können, sind häufig gebogen, biegsam, rostfarben bis gelblich oder bräunlich rot. Sie erreichen eine Länge von 4 bis 10 Zentimeter.
Die gelben Blüten erreichen Durchmesser von bis zu 7,5 Zentimeter. Die eiförmigen Früchte sind nicht bedornt, aber mit zahlreichen Glochiden besetzt.

## Verbreitung, Systematik und Gefährdung
Opuntia gosseliniana ist im Süden der Vereinigten Staaten in den Bundesstaaten Arizona sowie in den mexikanischen Bundesstaaten Sonora, Chihuahua und Baja California bis in Höhenlagen von 900 Metern verbreitet.
Die Erstbeschreibung erfolgte 1902 durch Frédéric Albert Constantin Weber. Nomenklatorische Synonyme sind Platyopuntia gosseliniana (F.A.C.Weber) Frič (ohne Jahr, unkorrekter Name ICBN-Artikel 11.4), Opuntia violacea var. gosseliniana (F.A.C.Weber) L.D.Benson (1969) und Opuntia chlorotica var. gosseliniana (F.A.C.Weber) D.J.Ferguson (1988).
In der Roten Liste gefährdeter Arten der IUCN wird die Art als „Least Concern (LC)“, d. h. als nicht gefährdet geführt. Die Entwicklung der Populationen wird als stabil angesehen.

## Nachweise